# Seiichi Nakamura
Seiichi Nakamura, (jap. 中村 誠一, Nakamura Seiichi; * 1947 in der Präfektur Tokio) ist ein japanischer Jazzmusiker (Saxophon (Alt, Sopran, Tenor) und Klarinette).
Seiichi Nakamura spielte ab Ende der 1960er-Jahre im Trio des Pianisten Yosuke Yamashita, mit dem auch erste Aufnahmen entstanden (Dancing Kojiki). Ende 1973 nahm er das Livealbum First Contact (Bellwood) auf; in Nakamuras Quintett spielten Shigeharu Mukai (Posaune), Hiroshi Tamura (Piano),  Isoo Fukui (Bass) und Takuji Kusumoto (Schlagzeug). 1974 folgte der Livemitschnitt When A Man Loves a Woman, 1976 Let's Swing Now (Victor, mit Kazumi Watanabe, Yuri Tashiro, Sadayasu Fujii, Nobuyoshi Ino, Hiroshi Nakamura, Koji Moriyama) und 1978 in erweiterter Besetzung  (u. a. mit Aki Takase) das Fusion-orientierte Album Wolf's Theme (Union).
In den 1970er- und 80er-Jahren spielte er außerdem mit Takashi Mizuhashi, Shuko Mizuno, Toshiyuki Miyama, Tsuyoshi Yamamoto, George Kawaguchi, Toshihiko Kankawa, Yasuko Agawa und erneut mit Yosuke Yamashita. Im Bereich des Jazz war er zwischen 1969 und 2015 an vierzig Aufnahmesessions beteiligt, zuletzt im Duo mit dem Gitarristen Shinobu Ito (Sereanta).